# NGC 2974
NGC 2974 este o infrared source⁠(d) situată în constelația Sextantul. A fost descoperită în 6 ianuarie 1785 de către William Herschel. Se află la o distanță de 22,08 de megaparseci de Pământ.